# Salvador Lara Puente
Salvador Lara Puente (Súchil, Durango, 13 de agosto de 1905 - Chalchihuites, Zacatecas, 15 de agosto de 1926) fue un miembro de la Iglesia Católica, santo y mártir mexicano durante la Guerra Cristera. 

## Biografía

### Vida
Salvador Lara Puente nació en un pueblo llamado Berlín, en el municipio de Súchil, en el estado de Durango, México. Fue hijo de Francisco Lara, que falleció durante la infancia de Salvador, y de María Soledad Puente Granados. En su juventud se destacó por su altura y fortaleza física, además de su afición por la charrería. Fue alumno del seminario de Durango, pero debido a las precariedades económicas de su familia, se vio en la necesidad de abandonarlo. De forma paralela, brindaba asistencia en la parroquia en las labores pastorales. 
Fue secretario de la Liga Nacional para la Defensa de la Libertad Religiosa, y presidente de la Acción Católica.

### Arresto
Durante una reunión para liberar al Padre Luis Batiz Sainz, convocada por él mismo, fue arrestado por soldados que irrumpieron en la misma, siendo también arrestados Manuel Morales y David Roldán. Los tres fueron llevados presos a la presidencia municipal, donde se encontraba el Padre Luis Batiz Sanz. Posteriormente, el 15 de agosto de 1926, fueron trasladados a Chalchihuites, Zacatecas. Durante el trayecto fueron ejecutados, aunque se desconoce el punto exacto.

## Beatificación y Canonización

### Beatificación
Fue beatificado el 22 de noviembre de 1992 por el Papa Juan Pablo II.

### Canonización
Fue canonizado el 21 de mayo de 2000 por el Papa Juan Pablo II junto con otros 24 mártires mexicanos.